# Polžanska vas
Polžanska vas – wieś w Słowenii, w gminie Šmarje pri Jelšah. W 2018 roku liczyła 77 mieszkańców.